# Adesmia concinna
Adesmia concinna es una especie de planta floral del género Adesmia, categorizada en la tribu Dalbergieae, de la subfamilia Faboideae.

## Distribución
Especie nativa de Chile. Crece en el bioma subtropical.

## Taxonomía
Fue descrita por Phil. y publicada en Anales Mus. Nac. Santiago de Chile 1: 16 (1891).
Sinónimos homotípicos
- Patagonium concinnum (Phil.) Reiche.[1]